# 103733 Bernardharris
103733 Bernardharris è un asteroide della fascia principale. Scoperto nel 2000, presenta un'orbita caratterizzata da un semiasse maggiore pari a 2,3214305 au e da un'eccentricità di 0,1268533, inclinata di 7,15648° rispetto all'eclittica.